# 明治橋 (大分県)
明治橋（めいじばし）は、大分県臼杵市野津町大字野津市の大野川水系野津川に架かる鋼橋。原位置（架橋当初の場所）にある現役の鋼橋としては日本最古の橋である。2005年（平成17年）に土木学会選奨土木遺産に選定されている。

## 概要
国道10号（当時は国道36号）の一部として、1902年（明治35年）に架設された。現存する道路用鋼鈑桁橋としては日本で2番目に古く、原位置（架橋当初の場所）にある現役の鋼橋としては日本最古の橋である。また、日本最古の鋼・コンクリート合成床版を有する鋼橋でもある。
この橋の架設当時は、日本では製鉄はほとんど行われていなかったため、英国から輸入されたドーマンロング社製の鋼材が使用されている。

## 諸元
- 所在地：大分県臼杵市野津町大字野津市
- 河川：大野川水系野津川
- 形式：2連単純鋼2主鈑桁橋[4]
- 橋長：32.5m（16.25m × 2）[4]
- 幅員：5.4m[4]
- 主桁高：1.4m[4]
- 竣工：1902年（明治35年）2月
- 設計者：安田不二丸
- 施工者：大阪鉄工所（現在の日立造船）
- 管理者：臼杵市
- 文化財等：土木学会選奨土木遺産[1]、大分県指定有形文化財[1]